# Tour de Langkawi 1999
Il Tour de Langkawi 1999, quarta edizione della corsa, si svolse dal 3 al 14 febbraio su un percorso di 1903 km ripartiti in 12 tappe (la prima delle quali suddivisa in due semitappe). Fu vinto dall'italiano Paolo Lanfranchi della Mapei-Quick Step davanti al russo Sergej Ivanov e all'australiano Alan Iacuone.

## Tappe
| Tappa  | Data        | Percorso                                | km   | Vincitore di tappa | Leader cl. generale |
| ------ | ----------- | --------------------------------------- | ---- | ------------------ | ------------------- |
| 1ª-1ª  | 3 febbraio  | Langkawi > Langkawi (cron. individuale) | 9,2  | Lennie Kristensen  | Lennie Kristensen   |
| 1ª-2ª  | 3 febbraio  | Langkawi > Langkawi                     | 50   | Fred Rodriguez     | Lennie Kristensen   |
| 2ª     | 4 febbraio  | Kangar > George Town                    | 166  | Enrico Degano      | Graeme Miller       |
| 3ª     | 5 febbraio  | Seberang Jaya > Kuala Kangsar           | 103  | David McKenzie     | Graeme Miller       |
| 4ª     | 6 febbraio  | Ipoh > Bentung                          | 217  | Stig Dam           | Michael Andersson   |
| 5ª     | 7 febbraio  | Kuala Lumpur > Port Dickson             | 156  | Moreno Di Biase    | Frank McCormack     |
| 6ª     | 8 febbraio  | Melaka > Johor Bahru                    | 224  | Bjørnar Vestøl     | Frank McCormack     |
| 7ª     | 9 febbraio  | Kota Tinggi > Pekan                     | 232  | Enrico Degano      | Frank McCormack     |
| 8ª     | 10 febbraio | Kuantan > Kuala Terrenganu              | 197  | Eric Wohlberg      | Morten Sonne        |
| 9ª     | 11 febbraio | Kuala Terrenganu > Kota Bahru           | 156  | Rinaldo Nocentini  | Morten Sonne        |
| 10ª    | 12 febbraio | Pasir Mas > Gerik                       | 197  | Rinaldo Nocentini  | Alessandro Petacchi |
| 11ª    | 13 febbraio | Tapah > Genting Highlands               | 126  | Marcus Ljungqvist  | Paolo Lanfranchi    |
| 12ª    | 14 febbraio | Kuala Lumpur > Kuala Lumpur             | 69,6 | Luca Cei           | Paolo Lanfranchi    |
| Totale | Totale      | Totale                                  | 1903 |                    |                     |

## Dettagli delle tappe

### 1ª tappa - 1ª semitappa
- 3 febbraio: Langkawi > Langkawi (cron. individuale) – 9,2 km

| Pos. | Corridore         | Squadra    | Tempo  |
| ---- | ----------------- | ---------- | ------ |
| 1    | Lennie Kristensen | Team Fakta | 11'58" |
| 2    | Michael Andersson | Acceptcard | a 5"   |
| 3    | Graeme Miller     | Shaklee    | a 8"   |

| Pos. | Corridore         | Squadra    | Tempo  |
| ---- | ----------------- | ---------- | ------ |
| 1    | Lennie Kristensen | Team Fakta | 11'58" |

### 1ª tappa - 2ª semitappa
- 3 febbraio: Langkawi > Langkawi – 50 km

| Pos. | Corridore        | Squadra      | Tempo  |
| ---- | ---------------- | ------------ | ------ |
| 1    | Fred Rodriguez   | Mapei        | 53'50" |
| 2    | Graeme Miller    | Shaklee      | s.t.   |
| 3    | René Haselbacher | Gerolsteiner | s.t.   |

| Pos. | Corridore         | Squadra    | Tempo    |
| ---- | ----------------- | ---------- | -------- |
| 1    | Lennie Kristensen | Team Fakta | 1h05'48" |

### 2ª tappa
- 4 febbraio: Kangar > George Town – 166 km

| Pos. | Corridore     | Squadra  | Tempo    |
| ---- | ------------- | -------- | -------- |
| 1    | Enrico Degano | Navigare | 4h12'36" |
| 2    | Graeme Miller | Shaklee  | s.t.     |
| 3    | Andrea Tafi   | Mapei    | s.t.     |

| Pos. | Corridore     | Squadra | Tempo    |
| ---- | ------------- | ------- | -------- |
| 1    | Graeme Miller | Shaklee | 5h18'21" |

### 3ª tappa
- 5 febbraio: Seberang Jaya > Kuala Kangsar – 103 km

| Pos. | Corridore          | Squadra      | Tempo    |
| ---- | ------------------ | ------------ | -------- |
| 1    | David McKenzie     | L. McCartney | 2h17'47" |
| 2    | Christopher Newton | L. McCartney | s.t.     |
| 3    | Rinaldo Nocentini  | Mapei        | s.t.     |

| Pos. | Corridore     | Squadra | Tempo    |
| ---- | ------------- | ------- | -------- |
| 1    | Graeme Miller | Shaklee | 7h36'08" |

### 4ª tappa
- 6 febbraio: Ipoh > Bentung – 217 km

| Pos. | Corridore    | Squadra | Tempo    |
| ---- | ------------ | ------- | -------- |
| 1    | Stig Dam     |         | 5h37'59" |
| 2    | Johan Capiot | TVM     | s.t.     |
| 3    | Andrea Tafi  | Mapei   | s.t.     |

| Pos. | Corridore         | Squadra    | Tempo     |
| ---- | ----------------- | ---------- | --------- |
| 1    | Michael Andersson | Acceptcard | 13h14'15" |

### 5ª tappa
- 7 febbraio: Kuala Lumpur > Port Dickson – 156 km

| Pos. | Corridore        | Squadra       | Tempo    |
| ---- | ---------------- | ------------- | -------- |
| 1    | Moreno Di Biase  | Cantina Tollo | 3h40'36" |
| 2    | Andrea Tafi      | Mapei         | s.t.     |
| 3    | René Haselbacher | Gerolsteiner  | s.t.     |

| Pos. | Corridore       | Squadra | Tempo     |
| ---- | --------------- | ------- | --------- |
| 1    | Frank McCormack | Saturn  | 16h55'02" |

### 6ª tappa
- 8 febbraio: Melaka > Johor Bahru – 224 km

| Pos. | Corridore      | Squadra    | Tempo    |
| ---- | -------------- | ---------- | -------- |
| 1    | Bjørnar Vestøl | Acceptcard | 4h46'56" |
| 2    | Grzegorz Wajs  | Mroz       | s.t.     |
| 3    | Jacob Nielsen  |            | s.t.     |

| Pos. | Corridore       | Squadra | Tempo     |
| ---- | --------------- | ------- | --------- |
| 1    | Frank McCormack | Saturn  | 21h42'26" |

### 7ª tappa
- 9 febbraio: Kota Tinggi > Pekan – 232 km

| Pos. | Corridore      | Squadra  | Tempo    |
| ---- | -------------- | -------- | -------- |
| 1    | Enrico Degano  | Navigare | 6h29'38" |
| 2    | Luca Cei       | Navigare | s.t.     |
| 3    | Fred Rodriguez | Mapei    | s.t.     |

| Pos. | Corridore       | Squadra | Tempo     |
| ---- | --------------- | ------- | --------- |
| 1    | Frank McCormack | Saturn  | 28h12'04" |

### 8ª tappa
- 10 febbraio: Kuantan > Kuala Terrenganu – 197 km

| Pos. | Corridore         | Squadra | Tempo    |
| ---- | ----------------- | ------- | -------- |
| 1    | Eric Wohlberg     | Shaklee | 5h05'23" |
| 2    | Vadim Kravtchenko |         | s.t.     |
| 3    | Michael Barry     | Saturn  | s.t.     |

| Pos. | Corridore    | Squadra    | Tempo     |
| ---- | ------------ | ---------- | --------- |
| 1    | Morten Sonne | Acceptcard | 33h18'34" |

### 9ª tappa
- 11 febbraio: Kuala Terrenganu > Kota Bahru – 156 km

| Pos. | Corridore         | Squadra    | Tempo    |
| ---- | ----------------- | ---------- | -------- |
| 1    | Rinaldo Nocentini | Mapei      | 3h37'45" |
| 2    | Bart Bowen        | Saturn     | s.t.     |
| 3    | Michael Andersson | Acceptcard | a 4"     |

| Pos. | Corridore    | Squadra    | Tempo     |
| ---- | ------------ | ---------- | --------- |
| 1    | Morten Sonne | Acceptcard | 37h00'26" |

### 10ª tappa
- 12 febbraio: Pasir Mas > Gerik – 197 km

| Pos. | Corridore           | Squadra  | Tempo    |
| ---- | ------------------- | -------- | -------- |
| 1    | Rinaldo Nocentini   | Mapei    | 4h53'42" |
| 2    | Alessandro Petacchi | Navigare | a 2"     |
| 3    | Marcin Gebka        | Mroz     | s.t.     |

| Pos. | Corridore           | Squadra  | Tempo     |
| ---- | ------------------- | -------- | --------- |
| 1    | Alessandro Petacchi | Navigare | 41h54'08" |

### 11ª tappa
- 13 febbraio: Tapah > Genting Highlands – 126 km

| Pos. | Corridore         | Squadra       | Tempo    |
| ---- | ----------------- | ------------- | -------- |
| 1    | Marcus Ljungqvist | Cantina Tollo | 3h34'56" |
| 2    | Peter Wrolich     | Gerolsteiner  | a 1'35"  |
| 3    | Sergej Ivanov     | TVM           | a 3'34"  |

| Pos. | Corridore        | Squadra | Tempo     |
| ---- | ---------------- | ------- | --------- |
| 1    | Paolo Lanfranchi | Mapei   | 45h32'51" |

### 12ª tappa
- 14 febbraio: Kuala Lumpur > Kuala Lumpur – 69,6 km

| Pos. | Corridore     | Squadra  | Tempo    |
| ---- | ------------- | -------- | -------- |
| 1    | Luca Cei      | Navigare | 1h23'27" |
| 2    | Graeme Miller | Shaklee  | s.t.     |
| 3    | Marcin Gebka  | Mroz     | s.t.     |

| Pos. | Corridore        | Squadra      | Tempo     |
| ---- | ---------------- | ------------ | --------- |
| 1    | Paolo Lanfranchi | Mapei        | 46h56'18" |
| 2    | Sergej Ivanov    | TVM          | a 26"     |
| 3    | Alan Iacuone     | L. McCartney | a 2'27"   |

## Classifiche finali

### Classifica generale
| Pos. | Corridore           | Squadra                     | Tempo     |
| ---- | ------------------- | --------------------------- | --------- |
| 1    | Paolo Lanfranchi    | Mapei-Quick Step            | 46h56'18" |
| 2    | Sergej Ivanov       | TVM-Farm Frites             | a 26"     |
| 3    | Alan Iacuone        | Linda McCartney Racing Team | a 2'27"   |
| 4    | Danny Jonasson      | Acceptcard Pro Cycling      | a 2'34"   |
| 5    | Levi Leipheimer     | Saturn                      | a 2'55"   |
| 6    | Morten Sonne        | Acceptcard Pro Cycling      | a 3'16"   |
| 7    | Alessandro Petacchi | Navigare-Gaerne             | a 5'31"   |
| 8    | Uwe Peschel         | Gerolsteiner                | a 5'34"   |
| 9    | Czeslaw Lukaszewicz |                             | a 5'48"   |
| 10   | Uwe Ampler          | Agro-Adler Brandenburg      | a 7'12"   |